# Alex Bodry
Alex Bodry (Dudelange, 3 d'octubre de 1958) és un advocat i polític luxemburguès.

## Biografia
Bodry va viure en la seva ciutat natal des de la infància. Procedeix d'una família de tradició socialista -el seu avi Jean Fohrmann, va ser membre de la Cambra de Diputats i alcalde, activista sindical, membre de l'Alta Autoritat de la CECA i la seva tia Marthe Bigelbach-Fohrmann, va ser membre socialista de la Cambra entre el 1974 i el 1979-, Bodry va entrar al LSAP amb 15 anys. Després dels seus estudis secundaris al Liceu de nois d'Esch-sur-Alzette, va estudiar dret a la Universitat de la Sorbona (París I) on es va graduar i es va exercir d'advocat a Luxemburg. Ni els seus estudis universitaris, ni la seva activitat professional com advocat va tallar els seus llaços amb la seva ciutat natal a la qual continua profundament unit.
Elegit el 1982 com a regidor local a l'edat de solament vint-i-tres anys va romandre en el consell municipal fins a 1989 quan es va unir al Govern. Paral·lelament al seu treball local, Alex Bodry va començar una carrera política nacional que el va portar el 1984 a convertir-se en un membre de la Cambra de Diputats on ha estat elegit -fins ara- en quatre ocasions.
Després d'haver estat ministre des de 1989 fins a 1999 en diversos ministeris (Medi Ambient,  organització de Comunicació, Energia, Defensa, i força pública), es va convertir en alcalde de Dudenlange després de les eleccions del 2004.
Al mateix any de 2004 Alex Bodry es va convertir en president del Partit dels Treballadors Socialista de Luxemburg (LSAP). També exerceix el càrrec de vicepresident del grup parlamentari socialista des d'aleshores. A més a més, ell és membre de la presidència del Partit Socialista Europeu (PSE).
Actualment és president honorari de la Federació Luxemburguesa d'Atletisme, de la que va ser president nacional del 2001 fins al 2010. El 2007 va ser elegit vicepresident de l'Associació d'Atletisme dels Petits Estats d'Europa (AASSE). Com a jurista és també l'autor de diverses llibres sobre lleis, incloent un llibre de referència en el procediment administratiu no contenciós.